# Kenatsbergen
Kenatsbergen (armeniska: Կենաց լեռնաշղթա: Kenats lernasjghta) är en bergskedja i Armenien. Den ligger i provinsen Tavusj, i den norra delen av landet, 100 kilometer nordost om huvudstaden Jerevan.
I omgivningarna runt Kenats växer i huvudsak lövfällande lövskog. Runt Kenats är det ganska tätbefolkat, med 58 invånare per kvadratkilometer.